# Polski Fiat 126p
La Polski Fiat 126p è una piccola automobile prodotta in Polonia fra il 1973 e il 2000. Era la versione polacca della Fiat 126 e, per distinguerla da quelle costruite in altri paesi la lettera “p„ fu aggiunta al nome.

## Contesto

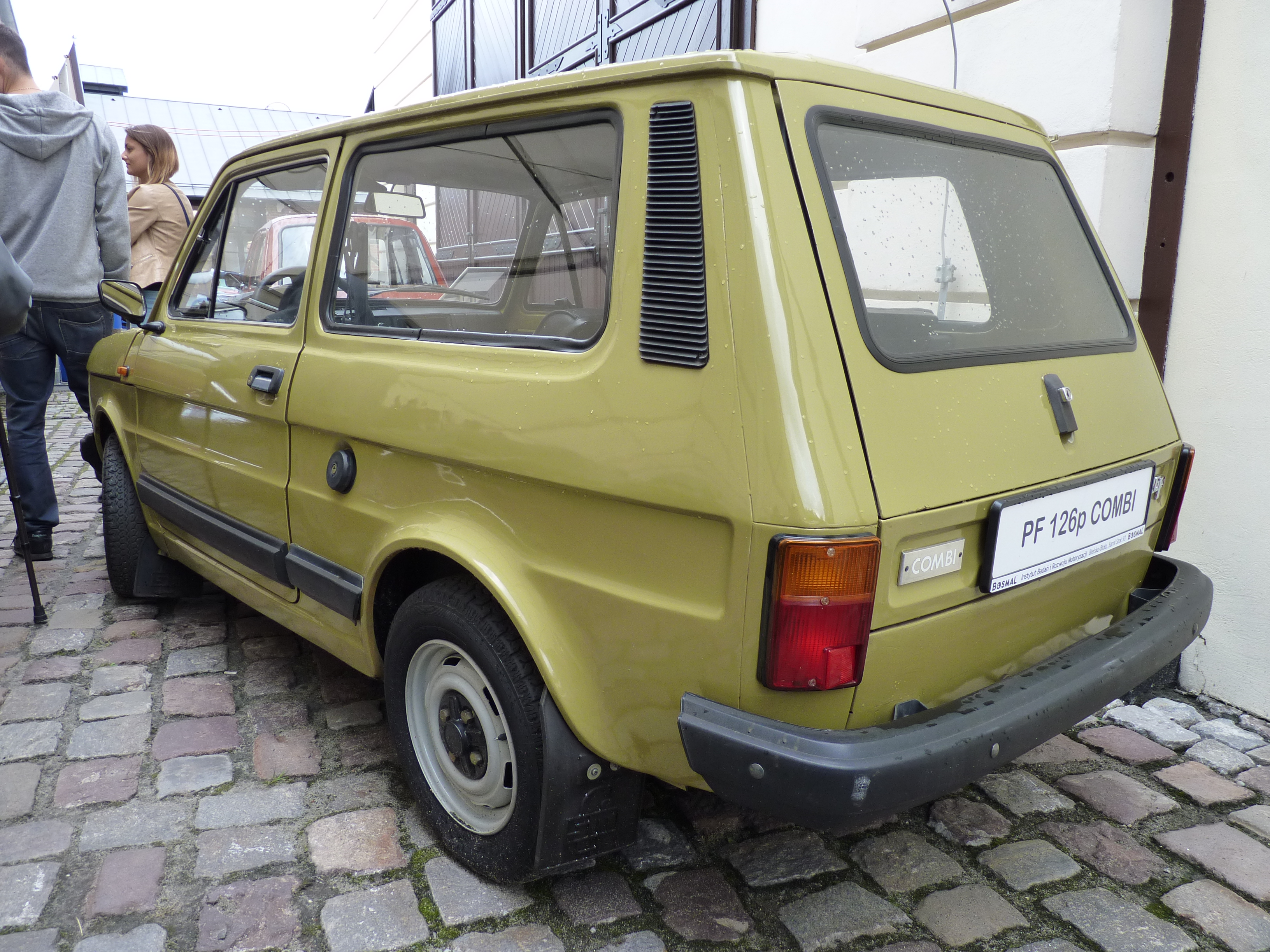
La Polski Fiat 126p familiare

È stata prodotta dalla Fabryka Samochodów Małolitrażowych di Bielsko-Biała e Tychy con l'autorizzazione della Fiat. Per il prezzo relativamente basso è stata l'auto della motorizzazione di massa della Polonia. Le piccole dimensioni hanno fatto in modo che le venisse assegnato il simpatico soprannome di Maluch (“bambino„). Il soprannome è diventato così popolare che nel 1997 è stato accettato dalla FSM come nome ufficiale dell'automobile.
È stata esportata nel Blocco sovietico e per parecchi anni fu una delle automobili più vendute anche in Ungheria.
Era stata studiata una versione familiare da usare anche per la Fiat 126 ma il progetto venne bocciato.

## Cronistoria
- 6 giugno 1973; le prime Polski Fiat 126p costruite con parti italiane costano circa 69 000 Złoty polacchi (uno stipendio mensile medio era di circa 3500 Złoty polacchi)
- 22 luglio 1973; l'apertura ufficiale della catena di produzione della fabbrica polacca
- 1977; la cilindrata del motore è aumentata da 594 cm³ a 652 cm³, la potenza è aumentata a circa 24 cv
- 1978; Il motore da 594 cm³ viene tolto dalla gamma.
- 1979; la produzione della Polski Fiat 126p continua soltanto a Bielsko-Biała.
- 1981; viene fabbricata la milionesima Polski Fiat 126p
- dicembre 1984; cambiamenti tecnici importanti; introduzione della serie "FL"
- maggio 1993; sono state prodotte 3000000 Polski Fiat 126p.
- settembre 1994; miglioramento del corpo della vettura, la versione "EL" ha parti simili a quelle usate nella Fiat Cinquecento.

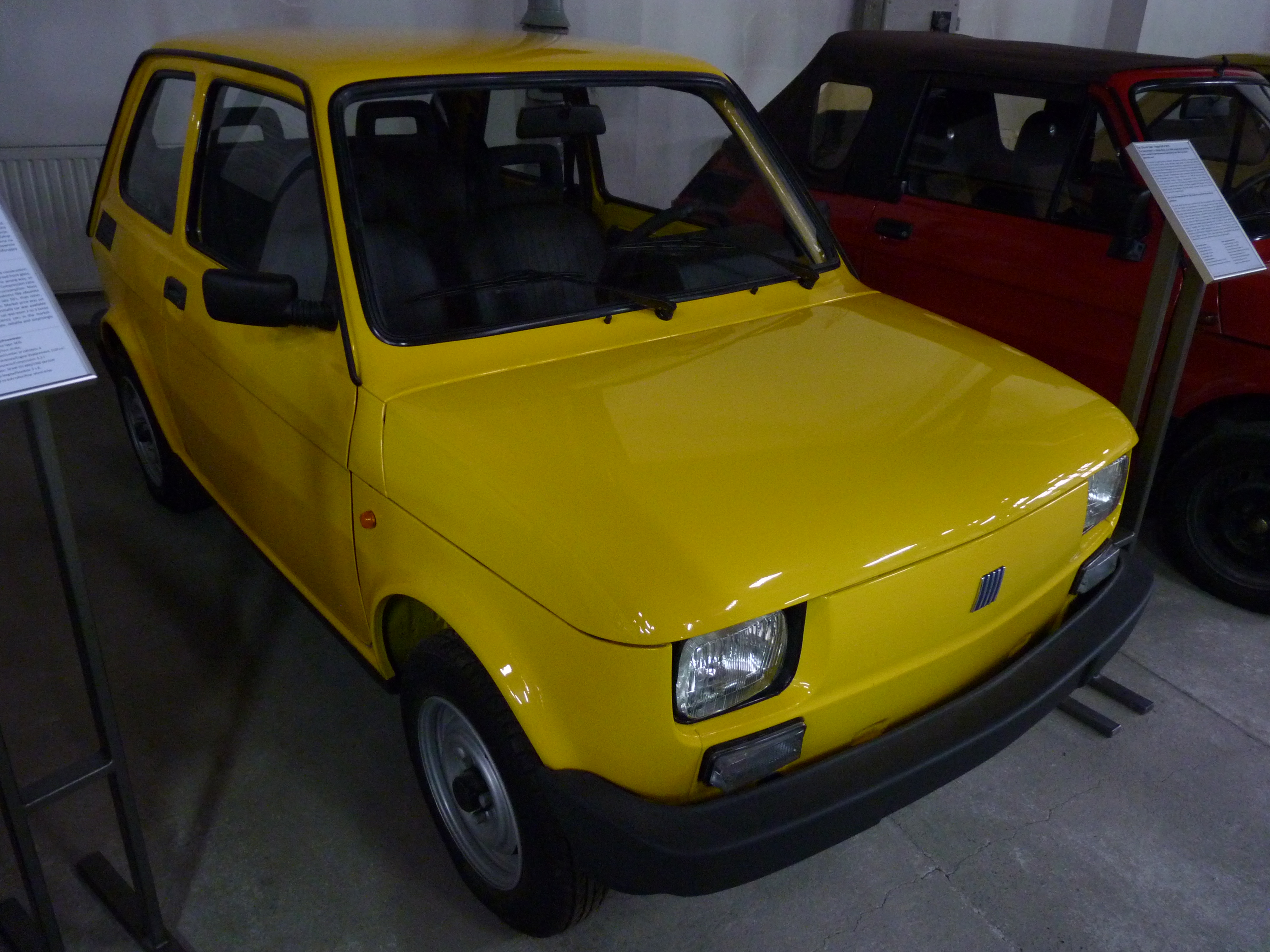
Una Polski Fiat Maluch Happy End

- Una Polski Fiat Maluch Happy Endgennaio 1997; introduzione della marmitta catalitica, la versione "Bis" esce di scena e viene riconosciuto dalla FSM il nome "Maluch".
- 22 settembre 2000; la produzione è stata interrotta dopo 3318674 unità costruite. Tutte le Maluch dell'ultima serie speciale Happy End erano gialle o rosse.

La serie speciale Happy End, la lieta conclusione di una gloriosa carriera era costituita da un numero limitato di mille pezzi, dotati di targhetta con numero progressivo e inedite colorazioni, 500 rosse e 500 gialle.
La produzione globale del modello Fiat 126 è stata superiore a 4673655 unità di cui 1352912 in Italia e 2069 in Austria.